# Largo Cândido dos Reis (Leiria)

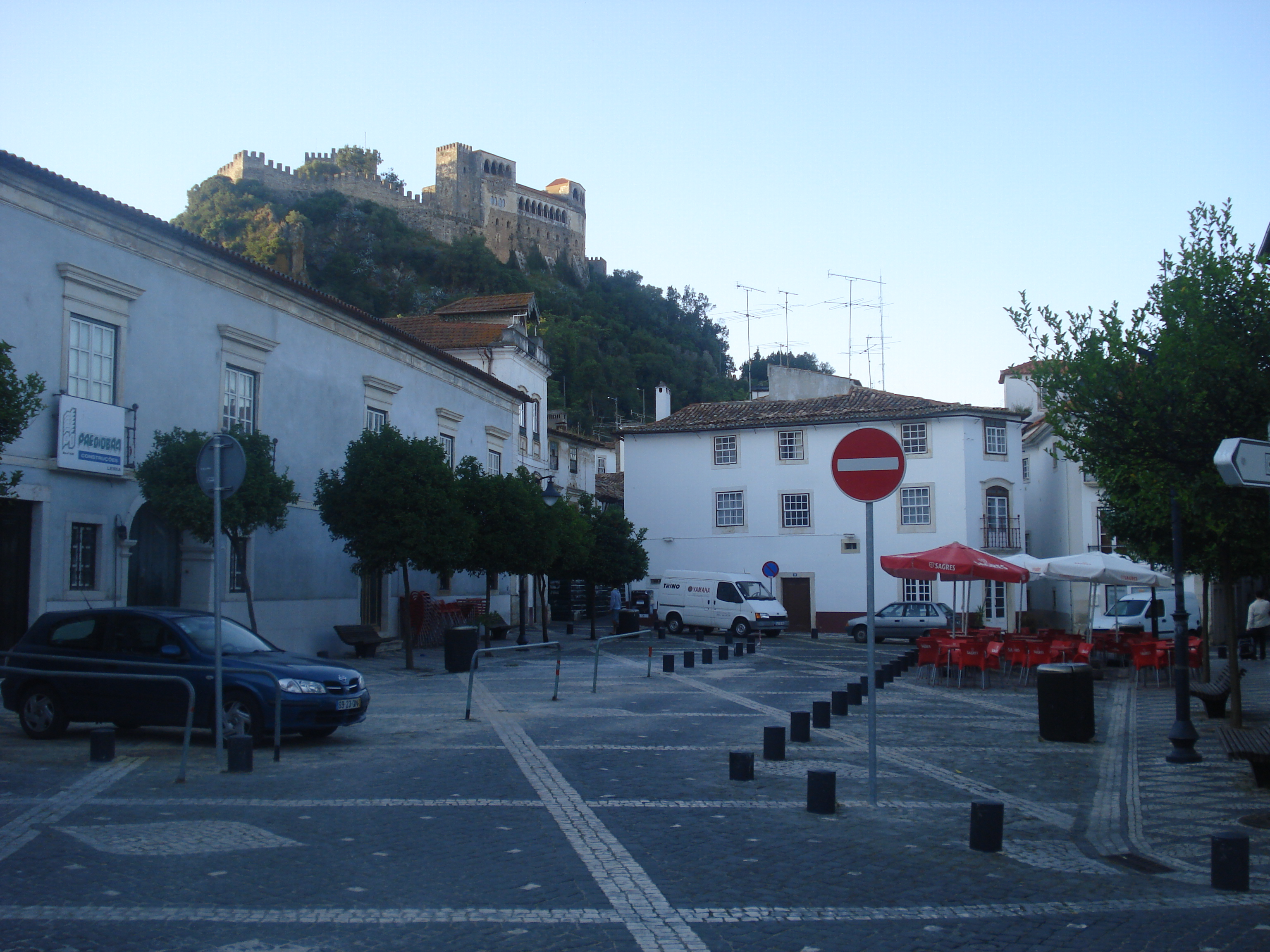
O Terreiro com vista para o castelo

O Largo Cândido dos Reis, ou Terreiro, é uma praça situada no centro histórico da cidade de Leiria, Portugal. Foi o 3º pólo de desenvolvimento da cidade, depois do castelo de Leiria e da praça Rodrigues Lobo. 

## História / Características
O Largo Cândido dos Reis (antigo Terreiro das Camarinhas ou Terreiro de Miguel Luís Ataíde), foi desde o século XVII a zona nobre da cidade, onde se situavam os solares e palacetes da cidade do século XVII-XVIII, de famílias ilustres como as dos Ataídes e dos Sousa Castelo Branco (que tinham o seu palacete principal na sua quinta do Lagar d'el-Rei hoje o Estabelecimento Prisonal de Leiria) e mais tarde no século XIX o do Barão de Salgueiro, do Barão de Viamonte da Boavista, do Visconde de S. Sebastião/Charters d’Azevedo, e dos Alçada.
É na Casa dos Ataídes, situada no lado oeste do largo que surge a Capela de Nossa Senhora da Conceição,- hoje foi recuperado para albergar a sede da Caixa de Crédito Agrícola de Leiria. No outro lado do largo, a casa dos Charters d'Azevedo onde é hoje a Pousada da Juventude (fechada) e a CEDIL e a que se anexou por herança nos finais do seculo XIX o palacete que é hoje a Biblioteca Municipal Afonso Lopes Vieira) dando origem à maior fachada de casa nobre em Leiria. Foi ainda no solar do Barão do Salgueiro, em frente à biblioteca municipal, que aconteceu a Eça de Queirós o que este descreveu n'Os Maias como ocorrido a João da Ega: em 1871 Eça teria ido a um baile de máscaras do barão, presidente da câmara da altura, mascarado de tirolês e refugiou-se com uma senhora da casa numa sala, pelo que o barão acabou por expulsar Eça da sua festa fazendo que dois criados mandassem o administrador do concelho que era o Eça, pelas escadas abaixo. Chegando cá baixo diz a um dos amigos que o acompanhava que o Cupido tinha perdido uma das asas.
Podemos ainda constatar que aqui existiu a capela de são Brás, onde actualmente se encontra um edifício habitacional projectado por Korrodi (situado no extremo NE do largo)dos Zúquetes e depois da viuva do ex padre Jacinto Gil. Existe igualmente um Passo (local onde estacionavam os andores das procissões) na casa que hoje é a Pousada da Juventude e que foi quando da restauração da diocese de Leiria em 1920, a residência episcopal.
O junto ao Terreiro ha uma rua com a designação do Pão e Queijo. Esta designação surgiu de uma lenda que conta que nesse local viveu uma taberneira que baptizava o vinho com a água tirada de um poço. Essa água era salgada, e envergonhada por terem descoberto o seu esquema, a mulher decidiu por todos os seus nomes em nome da Confraria do Espírito Santo se estes dessem um bodo de pão e queijo aos pobres - tradição que em risco de esquecimento chegou a ser relembrada pelos bispos da diocese, em 1632 e 1639.
O Largo Cândido dos Reis, foi um espaço de diversão nocturna com a instalação de vários bares ao seu redor, em que se multiplicam ao longo da rua Direita e suas transversais. No entanto, essa situação já nao existe desde que a casa dos Ataídes foi convertida em sede da Caixa Agricola pois muitos destes bares estavam nos baixos dess casa